# 利皮納 (亞沃里夫區)
50°1′39″N 23°20′18″E / 50.02750°N 23.33833°E
利皮納（烏克蘭語：Липина），是烏克蘭的村落，位於該國西部利沃夫州，由亞沃里夫區負責管轄，始建於1813年，面積0.79平方公里，海拔高度250米，2001年人口308，人口密度每平方公里389.87人。